# Jako kočky a psi
Jako kočky a psi je americko-australský rodinný film z roku 2001. Na tento film navazuje snímek Jako kočky a psi: Pomsta prohnané Kitty, který měl v České republice premiéru v létě roku 2010. Hlavní roli v tomto filmu ztvárnili psi a kočky. Z herců v hlavní roli hrál Jeff Goldblum, který hraje šíleného vědce a hlavu rodiny. Film je brán s nadsázkou a z pohledu dvou nejoblíbenějších druhů domácích mazlíčků psů a koček.

## Děj
Kočky a psi jsou odvěkými nepřáteli, nenávidí se a bojují proti sobě, protože kočky chtějí lidem vládnout a psi je zase jako nejlepší přátelé člověka chrání, ale mnoho lidí je na ně alergických. To má ale brzy změnit roztržitý vědec, který se pokouší vynalézt vakcínu. Psi o to mají veliký zájem, zatímco kočkám se to nelíbí a o to méně perskému kocourovi Zvonečkovi, který je rozhodnutý ovládnout svět. Psi o tom vědí a tak připraví několik speciálně vycvičených štěňat na místo, kam si jede rodina vědce pro psa. Stane se ale nehoda a rodina si místo vycvičených psů vybere malé štěně s dobrodružnou, ale roztržitou povahou Loua. Velitelství psů s tím ale nemůže nic dělat a tak agent Butch, který žije v sousedství musí na Loua dohlédnout. Ten sice plní misi a rozkazy psů, ale stále si uchovává svou neopatrnost a roztržitost a zároveň si hledá cestu k srdci malého syna vědce. Když se konečně i přes problémy s kočkami podaří vynalézt vakcínu, unesou Zvonečkovy kočky rodinu a požadují za ní vakcínu, aby ji změnily, tak aby všichni lidé po ní měli alergie. To psi nemohou dovolit, přesto Lou vakcínu vezme a jde s ní na místo, které určily kočky. Tam mu vakcínu vezmou a Butch se svými psími přáteli přijde pozdě. Je před nimi důležitý úkol a to získat zpět vakcínu i Louovu rodinu a zabránit krutému Zvonečkovi v ovládnutí světa...

## Dabing a obsazení

### Lidské postavy
Jan Šťastný - Jeff Goldblum (profesor Brody)
Martina Hudečková - Elizabeth Perkins (Carolyn Brodyová)
 Radek Škvor - Alexander Pollock (Scotty Brody)

### Zvířecí postavy
Libor Hruška - Tobey Maguire (Lou)
Petr Rychlý - Alec Baldwin (Butch)
 Jiří Ptáčník - Sean Hayes (Zvoneček)
 Valérie Zawadská - Susan Sarandon (Ivy)
 Jiří Langmajer - Joe Pantoliano (Peek)
 Otakar Brousek ml. - Michael Clarke Duncan (Sam) 
 Michal Jagelka - Jon Lovitz (Calico, Zvonečkův pobočník)
 Vladimír Čech - Glenn Ficarra (Modrofous)
 Bohdan Tůma (Ninja Kočky)

## Zajímavosti
- K propagaci filmu byl médiím poslán i neúspěšný kamerový test naštvaného pana Tinklese (Zvonečka) do některých slavných filmových rolí. Tyto scény jsou mezi bonusy na DVD.
- Malou roli si zahrál i produční designer James D. Bissel.
- Prada - bígl, který hraje Loua, hrál také Portose ve Star Trek: Enterprise.
- Pan Tinkles (Zvoneček) mluví o Sophie jako o Velké Marge - to je odkaz na film Pee-Weeho velké dobrodružství.
- Ruská modrá kočka není ve skutečnosti ruská modrá kočka, ale spíše britská.